# タイタンIIIA
タイタンIIIA(Titan IIIA)はアメリカ合衆国が開発していた使い捨て型ロケットの試作機。1964年9月から1965年5月にかけて4回の打上げが行われている 。タイタンIIに第三段としてトランステージが加えられている。
初打上げは1964年9月1日。これはトランステージの不調により軌道投入には失敗している 。同年12月10日に行われた2回目の打ち上げは成功し、1965年に行われた2回の打上げも成功した。
タイタンIIIAは、補助固体ロケットブースタ(SRB)を装備したタイタンIIICに発展している。

## 打上げ
| 日時 (GMT)              | 番号 | 搭載物                                            | 結果 | 備考                                                  |
| ----------------------- | ---- | ------------------------------------------------- | ---- | ----------------------------------------------------- |
| 1964年9月1日 15:00:06   | 3A-2 | 無                                                | 失敗 | トランステージの試験目的 トランステージ不調により失敗 |
| 1964年12月10日 16:52:33 | 3A-1 | 無                                                | 成功 | トランステージの試験目的                              |
| 1965年2月11日 15:19:05  | 3A-3 | リンカーン試験衛星(LES-1)                         | 成功 |                                                       |
| 1965年5月6日 15:00:03   | 3A-4 | リンカーン試験衛星(LES-2)/リンカーン測定体(LCS-1) | 成功 |                                                       |

## 参照
1. 1 2 3 4 5  Krebs, Gunter. “Titan-3A”.   Gunter's Space Page. 2009年1月25日閲覧。
2. ↑  Wade, Mark. “Titan”.   Encyclopedia Astronautica. 2009年1月25日閲覧。
3. 1 2 3 4  McDowell, Jonathan. “Titan”. Launch Vehicles Database.   Jonathan's Space Page. 2009年1月25日閲覧。